# Coneuplecta microconus
Coneuplecta microconus är en snäckart som först beskrevs av Mousson 1865.  Coneuplecta microconus ingår i släktet Coneuplecta och familjen Helicarionidae. Inga underarter finns listade i Catalogue of Life.